# شيرويشي (مياغي)
مدينة شيرويشي (بالإنجليزية: Shiroishi)‏ هي أحد المدن التابعة لمحافظة مياغي. تأسست رسميًا في 01/04/1954. ويقدر عدد سكانها بـ 38629 نسمة حسب تقدير مكتب الإحصاء الياباني لعام 2012. تبلغ مساحة شيرويشي 286.47 كم2. بكثافة سكانية تبلغ 135 نسمة/كم2.

## توأمة
لشيرويشي (مياغي) اتفاقيات توأمة مع:
- نوبوريبيتسو (26 أكتوبر 1983 - )

## أعلام
- أوسامو آبي
- تيتسويا أندو